# Хематокрит
Хематокрит (Ht или HCT), такође познат и по другим именима, волуменски је проценат (vol%) црвених крвних зрнаца у крви. Нормалан ниво је 40% код мушкараца и 31% код жена. Сматра се дијелом потпуне крвне слике, заједно са нивоом хемоглобина, бијелим крвним зрнцима и крвним плочицама. С обзиром на то да је улога црвених крвних зрнаца пренос кисеоника од плућа до ткива, ниво хематокрита у крви може се користити као процјена способности преноса кисеоника. Ниво хематокрита може да указује на одређену болест. Абнормално низак ниво може да укаже на анемију, док је абнормално висок ниво хематокрита полицитемија.

## Имена
За хематокрит користе се и друга имена, као су проценат упакованих зрнаца (PCV), проценат црвених крвних зрнаца (VPRC) или проценат нивоа еритроцита (EVF). Назив хематокрит настао је од античко грчке ријечи хаима (грч. αἷμα; досл. крв) и критес (грч. κριτής; досл. процјена), и у буквалном преводу значи "одвојити крв. Откривен је 1891. године од стране шведског физиолога — Магнуса Блиха.

## Методе мјерења
Са модерном лабораторијском опремом, хематокрит се рачуна помоћу аутоматског анализатора и не рачуна се директно; одређује се умножавањем црвених крвних зрнаца. Хематокрит је тачнији уколико садржи мале количине крвне плазме између црвених крвних зрнаца. Вриједност хематокрита у процентима може се добити утростручавањем хемоглобина у г / дл и одбацивањем јединице.
Ниво хематокрита такође се може одредити центрифуговањем хепаринске крви у капиларној цјевчици. Ово раздваја крв у слојеве. Обим упакованих црвених крвних зрнаца подијељен је укупним обимом крвног узорка. С обзиром на то да се користе тубе, ово може да се израчуна мерењем дужине слојева.
Још један начин за израчунавање нивоа хематокрита је оптичка метода као што је спектрофотометрија. Кроз различите спектрофотометрије, разлика у оптичкој густини узорка крви кроз мала стакла на таласној дужини за деоксимоглобин и оксимоглобин, производ луминалног пречника и хематокрит стварају линеарни однос, који се користи за рачунање нивоа хематокрита.
Постоје одређени ризици и посљедице које прате тестирање хематокрита, због тога што се крв вади из субјекта. Субјекат може да искуси више него нормалну количину хемохагина, хематома, несвјестицу и могућу инфекцију.
Док се познати ниво хематокрита користи да би се одредило стање, може да потраје док хематокрит буде мјера концентрације црвених крвних зрнаца у узорку крви. Не рачуна се за масу црвених крвних зрнаца и промјене у маси могу измијенити ниво хематокрита или проћи незапажено док утиче на кондицију субјекта.